# Cascada Teresiana
Cascada Teresiana är ett vattenfall i Mexiko.   Det ligger i delstaten Veracruz, i den sydöstra delen av landet, 240 km öster om huvudstaden Mexico City. Cascada Teresiana ligger 1 726 meter över havet.
Terrängen runt Cascada Teresiana är kuperad åt nordväst, men åt sydost är den bergig. Terrängen runt Cascada Teresiana sluttar söderut. Runt Cascada Teresiana är det tätbefolkat, med 511 invånare per kvadratkilometer. Närmaste större samhälle är Xalapa, 18,8 km söder om Cascada Teresiana. Omgivningarna runt Cascada Teresiana är en mosaik av jordbruksmark och naturlig växtlighet.